# Lijst van burgemeesters van Geffen
Dit is een lijst van burgemeesters van de voormalige Nederlandse gemeente Geffen tot die gemeente op 1 januari 1993 met Nuland fuseerde tot de gemeente Maasdonk.
| Ambtsperiode | Naam burgemeester               | Partij of stroming | Bijzonderheden |
| ------------ | ------------------------------- | ------------------ | --- |
| 1814 - 1833  | Jan Hendrik van Hoorn           |                    | eerst schout |
| 1833 - 1861  | W. van Erp                      |                    | |
| 1862 - 1888  | Th.A. Wolters                   |                    | tevens burgemeester van Heesch (1851-1888)                                                                          |
| 1888 - 1912  | W. Schouten                     |                    | |
| 1912 - 1917  | Johannes Casper (J.C.) van Beek |                    | later burgemeester van Deurne en Liessel / Deurne                                                                   |
| 1918 - 1946  | Jeroen (J.) Veltman             |                    | |
| 1947 - 1971  | C.G. van Zijl                   |                    | |
| 1971 - 1978  | Ger (G.M.) van Oerle            | KVP                | tevens burgemeester van Nuland, later burgemeester van Sint-Oedenrode en waarnemend burgemeester van Alphen en Riel |
| 1979 - 1990  | Paul (P.J.A.) Schwiebbe         | CDA                | tevens burgemeester van Nuland                                                                                      |
| 1991 - 1993  | Hans (J.C.M.) Netten            | CDA                | tevens burgemeester van Nuland, later burgemeester van Maasdonk                                                     |